# Rationale Therapie
Eine rationale Therapie, rationelle Heilkunde oder rationelle Therapie (im Rahmen einer seit den Hippokratikern in der griechischen Antike bestehenden rationalen Medizin) ist eine vollständig auf logischen und kausalen Wirkungsmechanismen aufgebaute Behandlungsmethode. Der Gegenbegriff ist die empirische Therapie.
Der Anatom und Physiologe Jakob Henle bezeichnete in einem Aufsatz über Medizinische Wissenschaft und Empirie eine von ihm in ihren Grundzügen skizzierte Heilkunde der Zukunft, für die reine Empirie nicht ausreiche, bereits 1844 als „Rationelle Medicin“. Jakob Henle und Karl Pfeufer gelten als Begründer dieser mit der physiologischen Medizin verwandten rationellen Heilkunde.

## Merkmale
Die Entwicklung einer rationalen Therapie setzt eine genaue Kenntnis der physiologischen und pathologischen Prozesse und beteiligten Substanzen voraus. Mit der Entwicklung der Zellularpathologie und der damit verbundenen Fülle neuer Erkenntnisse in der zweiten Hälfte des 19. Jahrhunderts, konnten viele biochemische und pharmakologische Wirkungsmechanismen aufgeklärt werden. Danach bestand in der Biologie und Medizin die große Hoffnung für alle Krankheiten bald eine rationale Therapie zur Verfügung zu haben. Eine ähnliche Euphorie kam mit der Entwicklung der modernen Genetik und Molekularen Medizin im 20. Jahrhundert auf. 

„Wäre die Biologie fertig, kennten wir die Lebensgesetze und die Bedingungen ihrer Manifestation genau, wüßten wir bestimmt die Folgen jedes Wechsels dieser Bedingungen, so würden wir eine rationelle Therapie haben und die Einheit der medicinischen Wissenschaft würde hergestellt sein.“

Eine rationale Therapie kann eine Behandlung erheblich verbessern, sie erfordert aber in der Regel sehr genaue Kenntnisse über die Pharmakodynamik, die Plasma- und Gewebekonzentration der Stoffe und viele weitere Erkenntnisse. Im besten Fall kann der Erfolg einer Therapie vorhergesagt werden. In der ärztlichen Praxis stellte sich aber heraus, dass vermutete rationale Wirkungen und logische Schlussfolgerung nicht unbedingt auch zum Patientenwohl sind. Heute sind nur für einen geringen Teil der Diagnosen rationale Therapien verfügbar. Mit der evidenzbasierten Medizin setzte sich zum Ende des 20. Jahrhunderts die Erkenntnis durch, dass sich die Wirksamkeit einer therapeutischen Intervention nur durch aufwändige klinische Studien zeigen lässt.

## Andere Verwendungsweisen
- Die ayurvedische Medizin unterscheidet zwischen rationalen, psychologischen und spirituellen Therapieformen, wobei die rationale Therapie alle naturheilkundlichen Behandlungsansätze umfasst, welche direkt auf den Körper wirken.
- Die psychotherapeutische Persuasionstherapie von Paul Dubois wurde Anfang des 20. Jahrhunderts auch als „rationale Therapie“ bekannt.
- Die Bezeichnung „rationelle Therapie“ wird allgemein auch für eine besonders ökonomische oder für die wirtschaftlichste aller – bei einer bestimmten Diagnose – verfügbaren Therapien verwendet4.
- In der anthroposophischen Medizin ist eine „rationale Therapie“ eine Behandlung im Einklang mit den ganzheitlichen, anthroposophischen Lehren.